# Lichtmeß-Kino

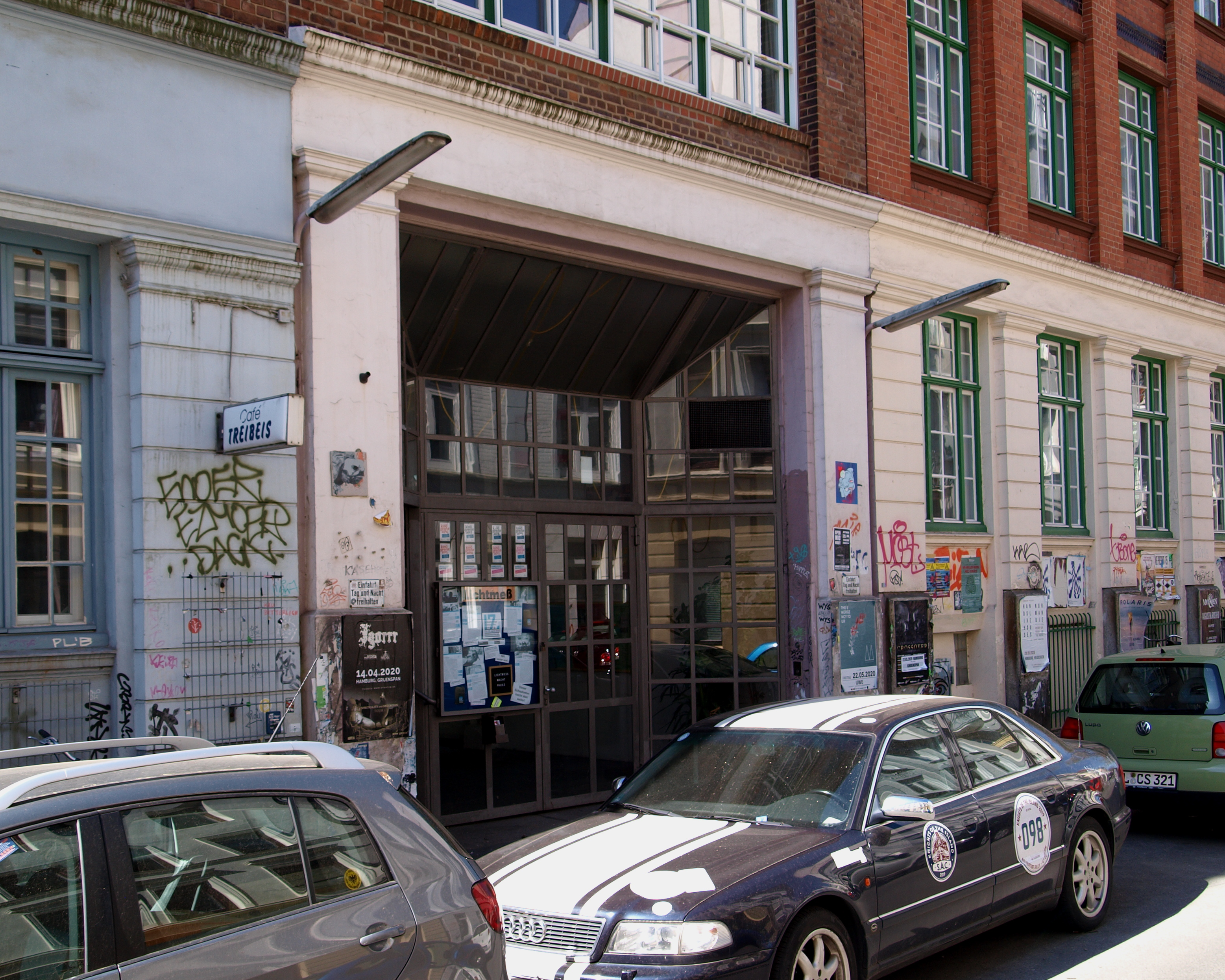
Eingang des Lichtmeß-Kinos

Das Lichtmeß-Kino ist ein Programmkino in der Gaußstraße im Hamburger Stadtteil Ottensen. Es wurde 1991 eingeweiht und wird vom Lichtmeß e.V., Verein zur Förderung der Video- und Filmkunst betrieben.
Programmschwerpunkte bilden Filme abseits des Mainstreams, wie seltene Experimental-, Dokumentar- und Kurzfilme, die meist an Donnerstagen gezeigt werden. Daneben ist das Lichtmeß Spielort für Schulvorstellungen, Premieren und Filmfestivals wie Kurzfilm Festival, Dokumentarfilmwoche Hamburg oder dem Deepwave-Festival. Das Lichtmeß-Kino ist regelmäßig Preisträger des Kinopreises der Stadt Hamburg für qualitativ herausragende Filmprogramme und andere Maßnahmen zur Förderung der Kinokultur.

## Technik
Das Lichtmeß verfügt über einen Vorführsaal mit 90 Sitzplätzen. Die fest installierte Bildwand (Leinwand) misst 4 × 2,4 m (9,6 m²) und zusätzlich stehen weitere mobile Leinwände zur Verfügung. Das Kino verfügt über eine umfangreiche Ausrüstung an unterschiedlichster Vorführtechnik, die es ermöglicht, alle gängigen Medien einzulesen. Im Analogbereich gehören zwei Bauer B-11 35-mm und ein Bauer Selecton 16-mm Filmprojektor mit verschiedenen Tonabnahmeoptionen und Objektiven, ein Elmo GS-1200 Super-8, ein Bell & Howell Normal-8 Projektor und weitere Filmprojektoren für 8, 16 und 35-mm-Filme bereit. Für digitale Zuspieler stehen Videoprojektoren Christie 2210, Doremi DCP-2K4, Panasonic DLP 6710 in Full HD zur Verfügung. Daneben verfügt es über Abspielgeräte für Videoformate VHS, S-VHS, U-matic, Betacam SP, Digital Betacam, Vido-8, Hi8, Digital-8, Digital Video, DVD-Video, Blu-ray Disc in PAL und NTSC. Die Tontechnik besteht aus einem Dolby CP 650 Audioprozessor mit Dolby-A, SR und Digital.

## Geschichte

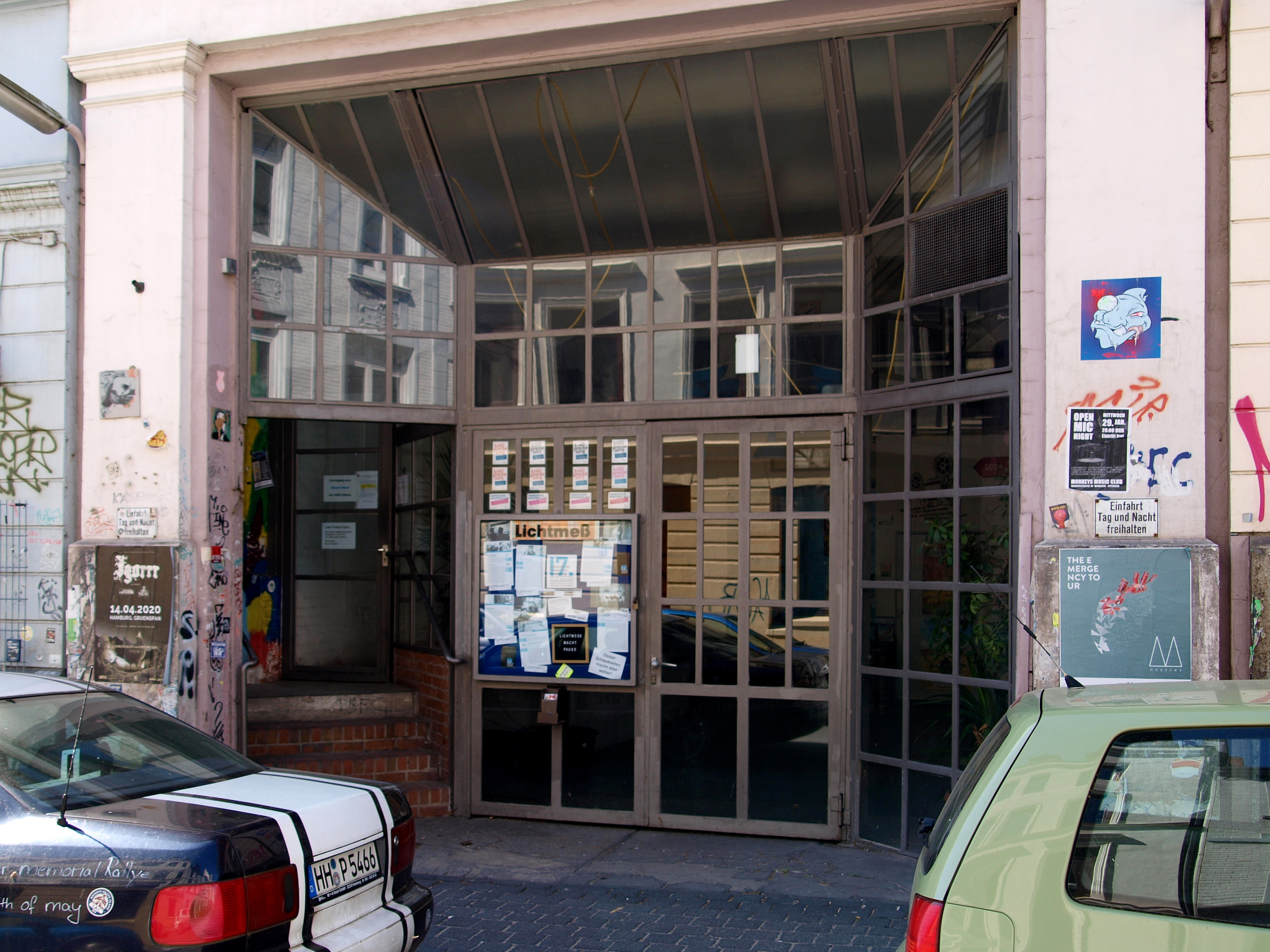
Der Eingang en detail

Die Gründung des Kinos geht auf eine Initiative von Studenten der Hochschule für bildende Künste Hamburg zurück. Zu den Gründungsmitgliedern gehörten Lothar Leininger, Christof Brüggemann, Ute Holl, Mehmet Alatur, Herbert Müller, Jutta Hercher, René Schöttler, Carsten Knoop und Dorit Kiesewetter. Carsten Knoop, der seit den 1990er Jahren Filmvorführer im Hamburger Metropolis Kino ist, führt bis heute zusammen mit seiner Frau Dorit Kiesewetter in der Seifensiederhalle der ehemaligen Georg Dralle Parfüm- und Feinseifenwerke in der Gaußstraße 25 das Lichtmeß. Zunächst bekamen sie die Räumlichkeiten mietkostenfrei von dem Ottensener Werkhof bereitgestellt. Eröffnet wurde das Kino an Mariä Lichtmeß, dem 2. Februar 1991, von dem auch der Name des Kinos hergeleitet wurde, wobei jedoch ein religiöser Bezug nicht beabsichtigt ist.